# 킥 (서비스)
킥(Kick)은 비디오 게임 라이브 스트리밍 전용 인터넷 방송 서비스다. Stake.com의 공동 설립자인 Bijan Tehrani, 에드 크레이븐, 인터넷 방송인인 Trainwreckstv가 출자하여 아마존 산하의 트위치와 경쟁하는 서비스로 2022년에 설립되었다. 킥은 스트리밍 플랫폼 중 가장 낮은 5%의 수익 과금과 2023년 체스의 그랜드마스터인 히카루 나카무라, 아딘 로스, xQc 등 트위치에서 유명했던 여러 스트리머들과 계약했다.
2023년 6월 현재 킥의 하루 평균 실시간 스트리밍 수는 23만 5000개다.

## 역사
킥 스트리밍 플랫폼은 2022년 12월에 설립되었다. 오스트레일리아에서 등록 회사로 운영을 공식화하기 위해 Kick Streaming Pty Ldt가 같은 해 11월에 설립되었다. Kick Streaming의 유일한 주주는 불과 몇 달 전에 등록된 회사인 Easygo Entertainment Pty Ldt다.
Easygo Entertainment는 다른 법인인 Ashwood Holdings Pty Ldt가 부분적으로 지분 3분의 1을 소유하고 있다. 특히 Ashwood Holdings는 Stake.com의 공동 창립자인 에드 크레이븐이 완전한 소유권을 가지고 있다. Easygo Entertainment의 나머지 3분의 2는 Stake.com의 또 다른 공동 창립자인 Bijan Tehrani가 소유하고 있다. 킥은 Stake의 공동 창립자와 직접적인 관련이 없지만 기록에 따르면 그들은 스트리밍 사이트의 소유권을 보유한 회사의 대주주다. 일부 소식통은 또한 미국 스트리머 Trainwreckstv가 플랫폼 소유자 중 하나이거나 플랫폼 내에서 리더십 역할을 할 수 있다고 말한다.

## 수익 분배 및 급여
Kick의 수익 배분은 스트리머에게 95%, 플랫폼에 5%이다. 포브스는 킥의 수익 분배의 인기는 트위치가 일부 크리에이터에게 70대 30의 수익 분배 모델을 도입하도록 추진했다고 평가했다.
킥은 모든 스트리머가 특정 조건을 충족할 경우 시간당 지불할 것을 제안했다. 조건은 스트리머가 한 달 동안 30일 중 하루에 최소 4시간 동안 활동하는 것, 스트리머가 깨어있으면서 채팅으로 상호작용하는 것, 스트리머가 얼굴에 웹캠을 대고 있는 것, 합법적인 성인이 되는 것 등이다. 네 가지 조건을 모두 충족하는 콘텐츠 크리에이터는 제안에 따라 스트리밍 시간당 비용을 받게 된다.

## 스트리밍 계약
Trainwreckstv는 플랫폼에 합류하기 위해 관심을 끈 초기 주요 스트리밍 인물 중 하나였다. 이전에 스트리밍 중 도박으로 트위치에서 정지된 미국 스트리머는 2023년 3월 자신의 시청자에게 플랫폼에서 스트리밍한 첫 10일 만에 사이트에서 3,500명의 구독자와 함께 16,000달러를 벌었다고 밝혔다. Trainwreck는 2023년 3월 1일에 아딘 로스도 킥과 미공개 금액으로 스트리밍 계약을 체결했다고 밝혔다. 로스는 당시 자신의 거래가 스트리밍 역사상 최대 규모라고 주장했지만, 1억 5천만 달러를 넘었다는 사실은 부인했다.
2023년 3월 29일, 킥은 체스의 그랜드마스터 히카루 나카무라와 비독점 계약을 맺었다.
2023년 5월, BruceDropEmOff는 킥과 파트너십을 맺었다고 발표했지만 계약 금액은 공개되지 않았다.
2023년 6월 16일, xQc는 플랫폼에 2년 7천만 달러의 비독점 계약을 체결했다고 발표했다. 이것은 xQc와 킥의 계약을 최대 스트리밍 거래로 만들었고, 닌자와 마이크로소프트 산하의 믹서와의 5천만 달러의 독점 계약을 뛰어넘었고, 르브론 제임스가 로스앤젤레스 레이커스와 2년 계약을 맺은 것을 뛰어넘었다. 이틀 후인 6월 19일 킥은 Amouranth와 계약을 맺었지만, 그녀의 계약 내용은 공개되지 않았다.
2023년 6월 27일, 스트리머이자 시사평론가인 Destiny는 킥과 미공개 7자리 숫자 금액으로 12개월 비독점 파트너십을 발표했다.
2023년 8월 14일, Your Rage는 Kick과 비공개 금액으로 독점 2년 계약을 맺고 FaZe 클랜에 합류할 것이라고 발표했다.
2023년 8월 22일, 킥은 이탈리아 축구 기자 파브리치오 로마노의 영입을 발표했다. 그는 9월 1일 마감일 쇼를 포함하여 플랫폼에서 여름 이적 시장 보도를 독점적으로 스트리밍했다.

## 스폰서
2023년 1월, 알파 로메오 F1 팀은 킥과 수년간의 후원 계약을 체결했다. 킥의 이름과 로고는 도박 및 스포츠 베팅 광고가 허용되지 않는 국가에서 "알파 로미오 F1 팀 킥"으로 Stake(알파 로미오의 타이틀 스폰서)를 대체한다. Sauber Esports는 지난 6월 Kick과 "Alfa Romeo F1 Team KICK Esports"를 결성하는 타이틀 파트너십을 발표했다. 알파 로미오는 2023년 벨기에 그랑프리에서 "파괴적인 리버리"라고 불리는 수정된 킥리버리를 경주했다. 8월, 킥은 스포츠 산업에서 또 다른 상업적 계약을 맺었고, 이번에는 프리미어 리그의 에버턴과 다년간의 파트너십을 체결하여 클럽의 공식적인 소매 스폰서가 되었다.

## 같이 보기
- 트위치